# مارك ويبر
مارك آلان ويبر (بالإنجليزية: Mark Alan Webber) (ولد في 27 أغسطس 1976 في كوينبيان، نيو ساوث ويلز) هو سائق سيارات سباق أسترالي في الفورمولا واحد. في سباق الجائزة الكبرى الألماني 2009، أصبح أول أسترالي يفوز بالسباق منذ ألان جونز في العام 1981.
بعد بعض النجاح في سباقات أستراليا انتقل إلى المملكة المتحدة في عام 1995 لإضافة المزيد إلى مسيرته في رياضة السيارات. وبدأ ويبر شراكة مع زميله الأسترالي بول ستودارت صاحب فريق لسباقات الفورمولا 3000 الأوروبية، والتي قادته في نهاية المطاف إلى الفورمولا واحد عندما اشترى ستودارت فريق ميناردي.
قدم ويبر له لأول مرة، وسجّل ويبر النقاط الأولى لفريق ميناردي في سباقات الفورمولا واحد خلال ثلاث سنوات، وذلك في عام 2002. وبعد الموسم الأول في بطولة الفورمولا واحد انضم ويبر إلى فريق جاكوار رايسنغ كسائق أول للفريق. وخلال عامين مع فريق غير قادر بشكل عام على المنافسة أثبت ويبر قدراته وتفوق على زملائه في الفريق بتواجده بشكل دائم ضمن طليعة السائقين في البطولة. حقق فوزه الأول مع فريق ريد بول في سباق الجائزة الكبرى الألماني 2009. وبحلول نهاية عام 2009 كان ويبر تواجد ثمانية مرات في منصة التتويج، بما في ذلك انتصارا آخر في البرازيل. ويعتبر مارك ويبر هو أيضا مدير رابطة سائقي الجائزة الكبرى التي تعتبر نقابة سائقي الفورمولا واحد.